# Рояль у кущах

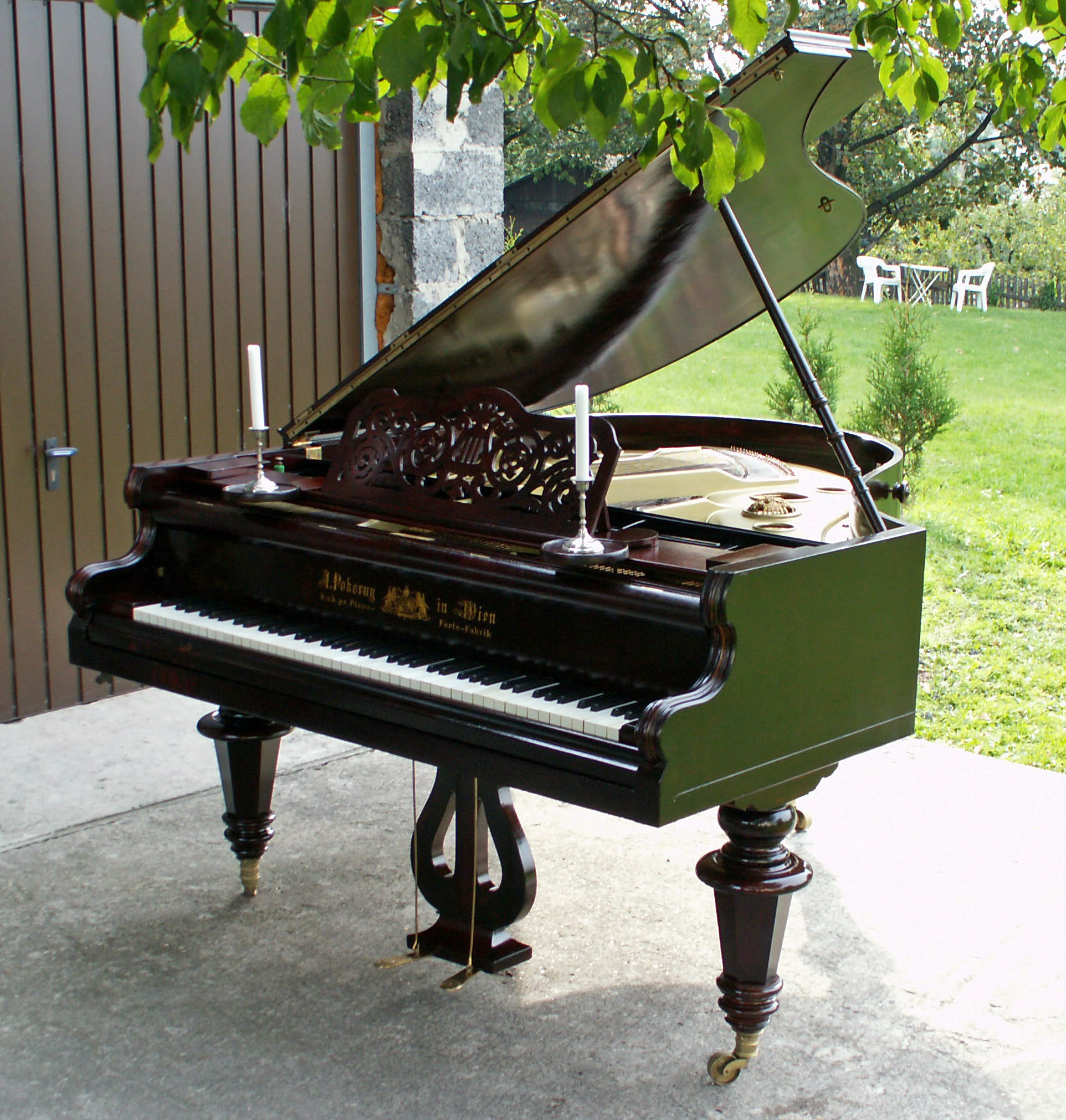

Роя́ль у куща́х — російський ідіоматичний вислів, що позначає фальшивий експромт, або ненатуральний, штучний поворот сюжету художнього твору, представлений автором як випадковість.

## Походження
Вислів походить з естрадної мініатюри «Цілковито випадково» (з пародійного оглядача «Тринадцята програма»), складеної Аркадієм Аркановим і Григорієм Горіним 1963 року, де пародіювалися тривіальні для радянського телебачення штампи, притаманні документальним передачам. У пародії ведучий зустрічає на бульварі пенсіонера, що «випадково» виявляється колишнім передовиком виробництва, бесідує з ним. У ході бесіди постійно трапляються підхожі персонажі та предмети. Коли, зрештою, з'ясовується, що герой вміє музикувати, виявляється, що він прихопив із собою скрипку, на якій грає полонез Огінського, а опісля — що на бульварі в кущах випадково стоїть рояль, на якому герой може зіграти телеглядачам; останнє він коментує словами «тут у кущах якраз стоїть рояль випадково, я можу зіграти». Комізм ситуації підкреслюється словосполученням «геть випадково», яке ведучий уживав постійно перед цим.